# Ceratina fulvitarsis
Ceratina fulvitarsis är en biart som beskrevs av Heinrich Friese 1925. Ceratina fulvitarsis ingår i släktet märgbin, och familjen långtungebin. Inga underarter finns listade i Catalogue of Life.